# Boksze-Osada
Boksze-Osada (dodatkowa nazwa w j. litewskim Bokšiai) – wieś w Polsce, położona w województwie podlaskim, w powiecie sejneńskim, w gminie Puńsk.
W latach 1975–1998 wieś administracyjnie należała do województwa suwalskiego.

## Położenie
Wieś leży nad jeziorem Boksze. Jest to jezioro polodowcowe, rynnowe ułożone południkowo. Wzdłuż północno-wschodniego brzegu biegnie droga z Becejł do Smolan. Jezioro jest zasilane kilkoma strumieniami. Jeden z nich wpływa od północy przepływając po drodze przez jeziorko Bobruczek, który stanowi rezerwat przyrody o tej samej nazwie.

## Integralne części wsi
| SIMC    | Nazwa     | Rodzaj    |
| ------- | --------- | --------- |
| 1011610 | Bukowizna | część wsi |
| 1011690 | Ostropie  | część wsi |
| 1011796 | Ustronie  | część wsi |
| 1011804 | Zaczarne  | część wsi |

## Historia
Pierwsze wzmianki o wsi pochodzą z inwentarza dóbr leśnictwa z 1639 roku. Wówczas wieś położona na południowo-zachodnim brzegu jeziora Sejwy Czarne (obecnie Boksze) liczyła siedem włók a mieszkało w niej ośmiu osoczników uposażonych w półwłókowe gospodarstwa. Ponadto otrzymali 2 włóki ziemi z których płacili czynsz roczny w wysokości 2 kop groszy litewskich. Zadaniem osoczników była ochrona puszczy merecko-przełomsko-perstuńskiej przed dalsza kolonizacją i niszczeniem ostępów leśnych i bezprawnym pozyskiwaniem drewna i bogactw leśnych.
Jednym z mieszkańców był Moris Rosenfeld, autor „Songs of Labor”, czyli pieśni pracy i innych wierszy, urodzony jako Mosze Jakub Ałter w 1862 r., jako syn żydowskiego rybaka we wsi Boksze (jid. Bolshein). Zmarł w 1923 w USA.
Obecnie dawna wieś Boksze to Boksze Stare i Boksze Osada. Składa się z dwóch plosów oddzielonych od siebie cieśniną.